# معرض المملكة بين الأمس واليوم
معرض المملكة بين الأمس واليوم، من المعارض التي أقامتها المملكة العربية السعودية في ألمانيا، وأنتقلت إلى دول العالم.

## بدايات المعرض
بدأت فكرة معرض الرياض بين الأمس واليوم حين تقدمت إذاعة صوت ألمانيا في كولون عام 1985م بطلب لعرض مجموعة من الصور لمدينة الرياض في مقر الإذاعة بألمانيا لتعريف الزائرين للإذاعة بالنهضة الحضارية التي شهدتها الرياض، وذلك في صالة تُقدر مساحتها بـ 100 متر مربع، وقد عُرضت الفكرة على الملك سلمان بن عبدالعزيز حينما كان أميراً على الرياض؛ فأيد الفكرة مباشرةً مما أدى ذلك إلى تطور الفكرة ومن ثم توسعها إلى أن أُقيم معرض الرياض بين الأمس واليوم في مدينة كولون بألمانيا على مساحة قدرها 6000م، وشكلت لجنة منظمة للمعرض للإشراف على المعرض، وكان المعرض يحتوي على مجسمات تحكي النهضة الحضارية التي شهدتها المملكة في كافة المجالات، كذلك مجموعة من الصور للمشاريع الرئيسية في الرياض والمملكة، وأعدت مجموعة من أفلام الفيديو والشرائح والمطبوعات التي تحكي قصة التطور في المملكة، وكذلك عمل إضافات في كل محطة من محطات العرض ليكون متكاملاً في العرض من حيث تغطية كافة أوجه التطورات الحضارية التي شهدتها المملكة، وأنماط التراث السعودي.

## أجنحة المعرض
- جناح الصحراء وقد عُرضت فيه النفود والتلال الرملية، والجمال، وبيت الشعر ومحتوياته، والصقور
- جناح آثار ماقبل ومابعد الإسلام وشمل على نموذج كامل لمدائن صالح، وعينات من الآثار التي تم العثور عليها اثناء الحفريات، والحلى القديمة، والأسلحة القديمة من بنادق ومسدسات وخناجر
- جناح التراث الشعبي واشتمل على نموذج للوجار كما هو موجود في البيوت الشعبية، والبيت الشعبي والأدوات الخاصة به ونماذج للألبسة الرجالي والنسائي، ودكان لصانع الفخار، ودكان لصانع الأبسطة والساحات، ودكان لصانع الأقفاص، ودكان لصانع النعال
- جناح العلاقات السعودية والدولة التي يعرض فيها المعرض وقد اشتمل على مجموعة كبيرة من الصور للزيارات المتبادلة بين ملوك المملكة العربية السعودية وقادة الدولة التي يعرض فيها المعرض
- الجناح الملكي والذي اشتمل على مقتنيات الملك عبدالعزيز رحمهُ الله والمتوفرة في قصر المربع من كرسي وتلفون وطاولة خاصة.
- جناح الرياض الحديثة والذي اشتمل على قسم المواصلات، وقسم المستشفيات حيث عُرض فيه نماذج لمستشفيات مختلفة، واشترك المستشفى العسكري بمجموعة من المجسمات والصور وشرائح الصور التي تعبر عن النهضة الصحية بالمملكة، وكذلك قسم التطور التكنولوجي، وقسم حدائق وملاعب الأطفال، وقسم مشاريع الإسكان، وقسم المشاريع الرياضية، وقسم المشاريع الحكومية، وقسم التطور الاقتصادي والتجاري.
- جناح الفنون التشكيلية الذي تضمن مجموعة من لوحات الفنانين التشكيلين السعوديين.
- الجناح الإسلامي وقد اشتمل على مجسم لمكة المكرمة، ومجسم للحرم المكي حيث يقص أمام المشاهدين قصة ظهور الإسلام ومناسك الحج والعمرة، ومجسم لتوسعة الحرم النبوي الشريف، ونماذج من كسوة الكعبة الشريفة، ومصلى للمسلمين من العاملين في المعرض والزوار
- جناح مناطق المملكة المختلفة وقد تضمن الجناح المنطقة الجنوبية، والمنطقة الغربية، والمنطقة الشرقية، والمنطقة الشمالية
- جناح رائد الفضاء وقد أشتمل على المقتنيات والملابس والأدوات الشخصية الخاصة برائد الفضاء الأمير سلطان بن سلمان بن عبد العزيز التي استعملها إلى جانب الصور الخاصة بتلك الرحلة
- جناح التطور الصناعي ضم الجناح أقساماً متعددة منها قسم الهيئة العليا الملكية للجبيل وينبع، وقسم المؤسسة العامة للبترول والمعادن - بترومين، وقسم أرامكو، وقسم وزارة الصناعة والكهرباء
- جناح الخطوط السعودية
- جناح العرض بأشعة الليزر
- مركز التوزيع الإعلامي الذي يختص بتوزيع المطبوعات والنشرات الإعلامية عن المعرض، وكذلك بعض الهدايا التذكارية.[2]

## المعرض في ألمانيا
في كولونيا بألمانيا كانت التجربة الأولى للمعرض حيث تعتبر تجربة ناجحة من حيث إبراز صورة المملكة العربية السعودية وتعريف المجتمع العالمي بالتقدم الحضاري والاقتصادي الذي تشهدهُ المملكة، وقد قام بافتتاح المعرض الملك سلمان، وقد دعت الحكومة الألمانية عدداً كبيراً من المسؤولين الألمان ورجال السلك الدبلوماسي لحضور هذا الأحتفال، أما في مدينة شتوتجارت الألمانية قام بافتتاح المعرض الأمير سطام بن عبد العزيز رحمهُ الله نائب أمير الرياض آنذاك، وأما في مدينة هامبورج فقد قام بافتتاح المعرض الأستاذ عبد الله العلي النعيم أمين مدينة الرياض آنذك، وقد أعطى المعرض الذي أُقيم في مدن ألمانيا الكبرى (كولون-شتوتجارت-هامبورج) وحضرهُ أكثر من 1,150,000 زائر، الجمهور الألماني صورة حقيقية عن ما وصلت إليه المملكة من تقدم.

## المعرض في الرياض
بعد النجاح الكبير الذي حققهُ المعرض في المدن الألمانية، وبمناسبة مرور خمسين عاماً على إنشاء أول بلدية فيها والتي تحولت إلى أمانة مدينة الرياض انتقل معرض الرياض بين الأمس واليوم إلى الرياض لكي يُتاح للمواطنين من سكان الرياض بصفة خاصة، وسكان المملكة بصفة عامة فرصة الاطلاع على المعرض عن كثب، وبالفعل فتح أبوابه لمدة شهر كامل حيث حظي باقبال كبير، وكان فرصة مناسبة مع انعقاد المؤتمر العام الثامن لمنظمة المدن العربية مع احتفال أمانة مدينة الرياض بمناسبة مرور خمسين عام على تأسيسها، ومع إقامة المعرض بمدينة الرياض بلغ عدد زواره أكثر من 340 من ممثلي المدن العربية الذين أعجبوا بالمعرض، كما جرى بمناسبة إقامة المعرض إصدار طبعة منقحة لكتاب الرياض مدينة المستقبل لتوزيعها على ممثلي المدن العربية من أعضاء وزوار المعرض الذين بلغ عددهم 480 ألأف زائر وزائرة.

## المعرض فيلندن
أقيم المعرض في لندن في صالة الأولمبياد عام 1986م، وقام بافتتاح المعرض الملك سلمان حين كان أميراً على الرياض، والأمير تشارلز وزوجته الأميرة ديانا، وقد أقيمت قبة كبيرة في وسط المعرض تشتمل على جميع مشاريع الرياض الحديثة التي تشهدها المملكة، وقد أُعجب الزوار بالتراث السعودي الأصيل، وقد كانت التجربة ناجحة نظراً إلى ما تتميز به المدينة من موقع ومكانة عالمية، ونظراً لما حققه من زيارات حيث بلغ عدد الزوار 700,000 زائر.

## المعرض في باريس
انتقل المعرض إلى العاصمة الفرنسية باريس، وقد أقيم في القصر الكبير التاريخي جراند باليه في عام 1986م، وقد نقل المعرض إلى المواطن الفرنسي صورة حية عن أبرز المعالم في مدينة الرياض، وقد افتتح المعرض الملك سلمان، ورئيس الوزراء الفرنسي جاك شيراك، وقد بلغ عدد زواره 750,000 زائر، وخلال أيام المعرض صدر الأمر السامي بتغيير اسم المعرض ليصبح معرض المملكة بين الأمس واليوم بدلاً من معرض الرياض بين الأمس واليوم ليكون شاملاً للتراث السعودي في كافة المناطق.

## المعرض فيالقاهرة
انتقل المعرض إلى القاهرة عام 1987م، وقد افتتح المعرض الملك سلمان ورئيس مصر آنذاك حسني مبارك، واقيم المعرض في جناح كبير سمي الجناح الإسلامي حيث حوى مجسمات للحرمين الشريفين، والتوسعة التي أمر بها الملك فهد رحمهُ الله، وعرض باب الكعبة الشريفة الذي صُنع في عهد الملك عبد العزيز عام 1363هـ وكذلك ستارة باب الكعبة الشريفة، وقد لقي المعرض إقبالاً كبيراً حيث بلغ عدد زواره أربعة ملايين زائر.

## معرض المملكة بين الأمس واليوم بكندا
أفتتح المعرض في مدينة مونتريال في عام 1991م من قبل الملك سلمان أمير الرياض آنذاك ورئيس مجلس الشيوخ الكندي جاك شاربونو، وحضر الافتتاح عدد كبير من المسؤولين من الجانبين السعودي والكندي، وبلغ عدد زواره 637,000 زائر من الشعب الكندي والجاليات العربية والأجنبية، وقد اشتركت مصلحة الأرصاد وحماية البيئة لأول مرة وحقق الجناح نجاحاً كبيراً، وقد عرض الجناح عن تلوث البيئة نتيجة بقع الزيت في مياه الخليج والضرر الذي لحق بالحيوانات البحرية والأسماك والطيور، كما عرض عن التغييرات المناخية نتيجة سحب الدخان التي أعقبت حرب تحرير الكويت، ثم انتقل المعرض بعد ذلك إلى مدينة تورنتو وتم افتتاحه من قبل رئيس اللجنة المنظمة للمعرض الأستاذ عبد الله النعيم وحضور معالي أمين مدينة الرياض المهندس مساعد العنقري، ووزير الصناعة والتجارة الخارجية الكندي، وحضر الافتتاح في مقاطعة أونتاريو 1,037,000 زائر في واحد وعشرين يوما.

## انظر ايضاً
- المعارض
- معرض الكتاب
- الرياض

## وصلات خارجية
- معارض المملكة بين الأمس واليوم انتقلت بين الدول الأوروبية والعربية وحققت أهدافها.
- السعودية بين الأمس واليوم.